# Zdrowaś, gwiazdo morska
Zdrowaś, gwiazdo morska – polski średniowieczny hymn ku czci Matki Bożej.
Utwór umieszczony został w rękopiśmiennym Modlitewniku Olbrachta Gasztołda z 1528, chociaż sam hymn pochodzi prawdopodobnie z XV w. Oparty jest na łacińskiej antyfonie pt. Ave Maris Stella i stanowi jej prawie dosłowny przekład. Utwór składa się z 7 czterowersowych strof, napisanych sześciozgłoskowcem.